# CIVETS

CIVETS

CIVETS（シベッツ）は、コロンビア、インドネシア、ベトナム、エジプト、トルコ、南アフリカの6か国の新興国の頭字語。エコノミスト・インテリジェンス・ユニット (EIU) が、BRICSに次ぐ経済発展が期待されている新興国として2009年に提唱した造語である。以後、HSBCによって広く普及した。